# Gostiny Dvor

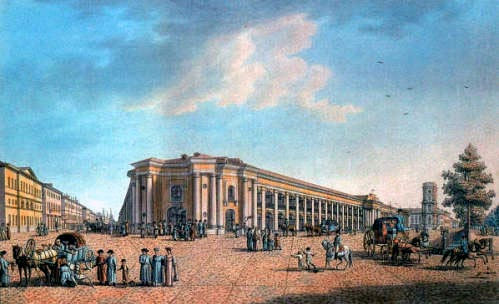
Grote Gostiny Dvor in Sint-Petersburg in 1802

Gostiny Dvor (Russisch: гостиный двор)  is een historische Russische benaming voor een overdekte markt of winkelcentrum. In de 16e en 17e eeuw bestond deze meestal uit een rechthoekig gebied waar handel werd gedreven en goederen werden opgeslagen, dat werd omsloten door een stenen muur of houten omheining met torens en ingangen voor reizigers. Aan de binnenste omgang bevonden zich vaak de handelsvoorzieningen en pakhuizen, die vaak uit twee verdiepingen bestonden en zich vaak onder een open galerij bevonden, zoals in Archangelsk. Tot de 18e eeuw hadden ze tevens een verdedigende functie. Tijdens de eerste decennia van de 19e eeuw werden dergelijke gebouwen in alle grote Russische steden neergezet, waarvan een aantal in karakteristieke neoclassicistische architectuur.

## Benaming
De naam kan vertaald worden als "gasthuis" of "gasthof", maar het woord гость (gost') waar het van afgeleid is, heeft naast de betekenis van het verwante Nederlandse woord gast nog een andere betekenis. In Moskovië werd het aan een beperkt aantal handelaren als titel verleend, die aan de drager allerlei rechten, voorrechten en vrijstellingen op handelsgebied schonk, in ruil voor het met raad en daad bijstaan van de tsaar

## Moskou

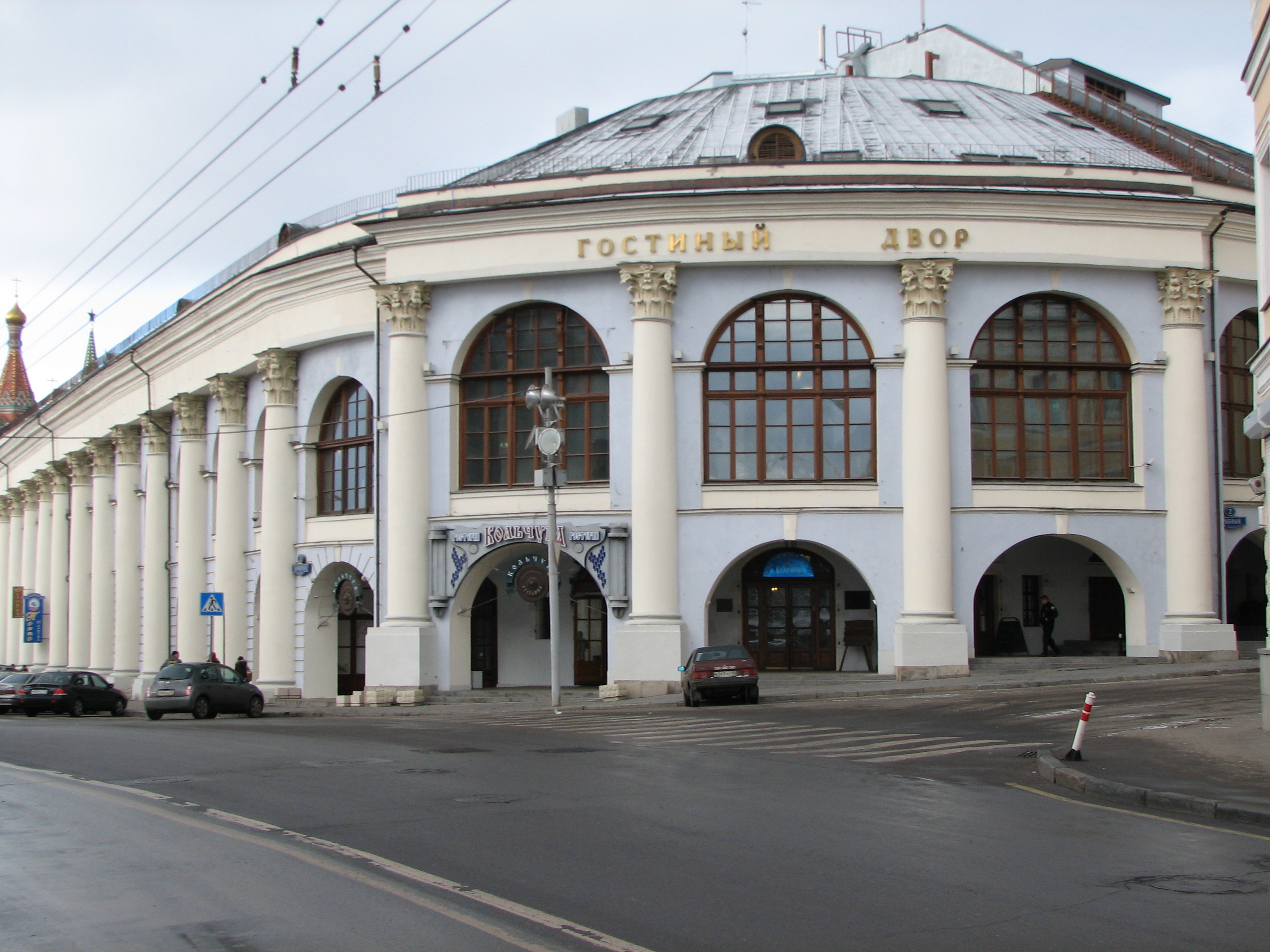
Gostiny Dvor in Moskou

De Gostiny Dvor van Moskou beslaat een groot deel van de Kitaj-gorod, zoals het oude handelsdistrict wordt genoemd. Het complex werd gebouwd uit baksteen in de jaren 90 van de 16e eeuw en onderging een aantal belangrijke veranderingen van 1638 tot 1641. Toen de Russische hoofdstad zich bleef uitbreiden en het oude gebouw overbevolkt raakte, werd in de buurt hiervan een nieuwe overdekte markt gebouwd, die werd voltooid in 1665. Vroeger bevonden zich hier winkels en pakhuizen.
Giacomo Quarenghi verving deze middeleeuws aandoende gebouwen in 1789 door een nieuw winkelcentrum, dat werd ontworpen in een sobere neoclassicistische stijl met veel Korinthische zuilen en arcades. Architectonisch gezien moet het een zeer modern ontwerp zijn geweest voor die tijd. De bouwwerkzaamheden en verschillende aanpassingen gingen voort tot 1830, toen Matvej Kazakov en Osip Bove het oorspronkelijke ontwerp behoorlijk veranderden om het gebouw meer aan te passen aan het moeilijke terrein waarop het was gebouwd.
Daarop onderging het bouwwerk van Quarenghi verschillende herstructureringen, waaronder de installatie van een modern glazen dak in 1995, toen de Gostiny Dvor omgevormd werd tot een hippe ruimte voor exposities. Momenteel wordt het gebouw gebruikt voor modeshows, zakenuitjes en zelfs Weense gala's.

## Sint-Petersburg

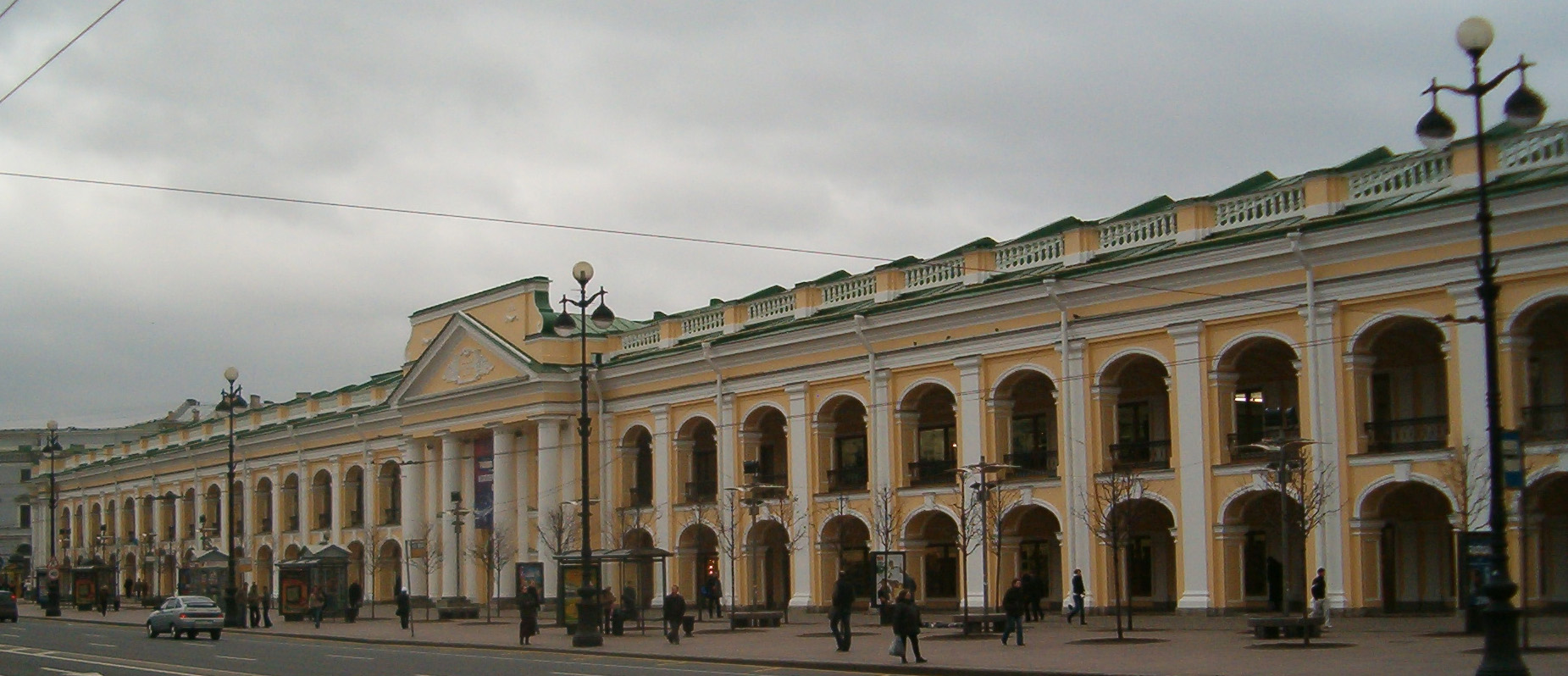
De Grote Gostiny Dvor in Sint-Petersburg in 2008.

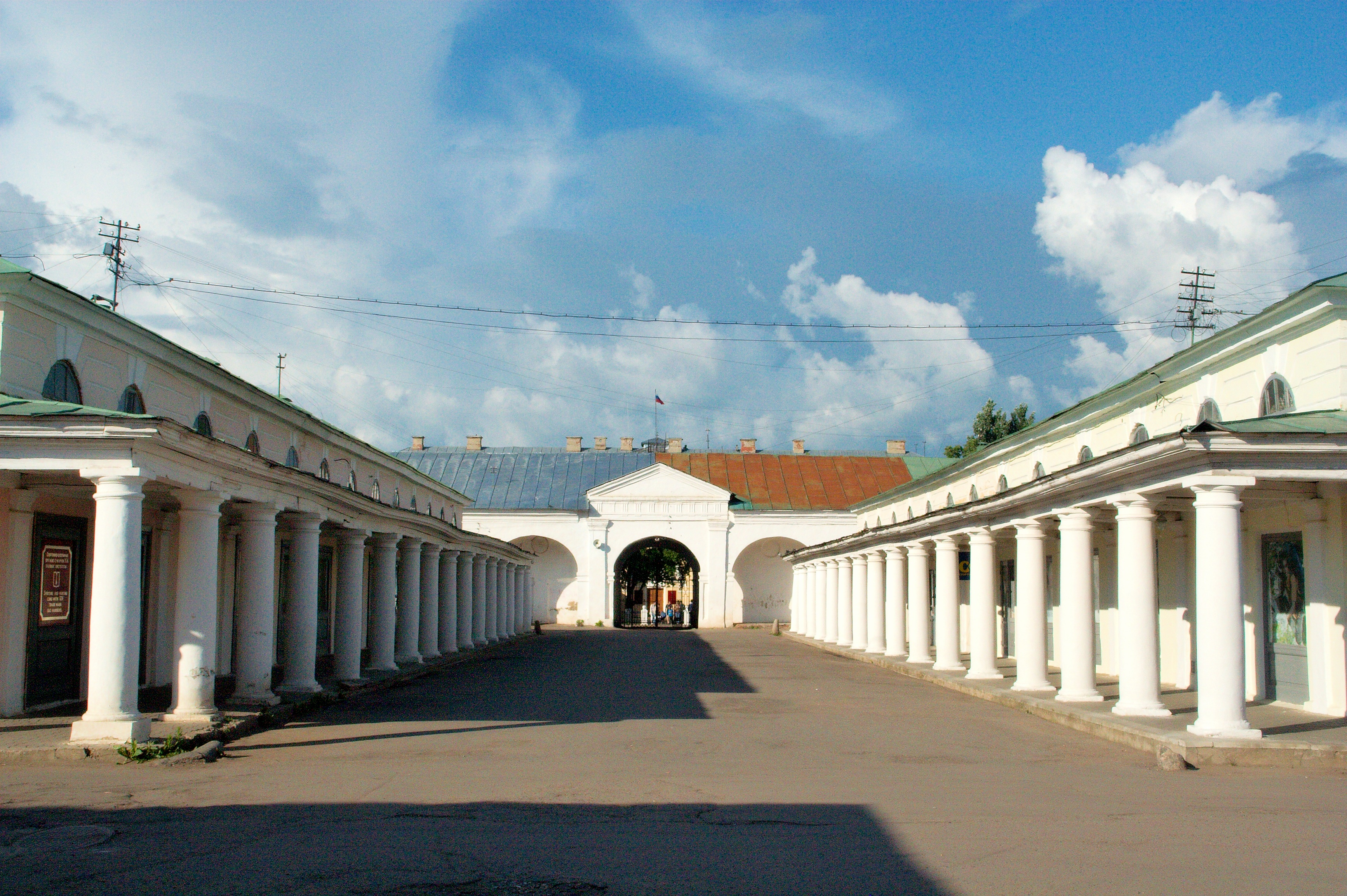
De Gostiny Dvor in Kostroma

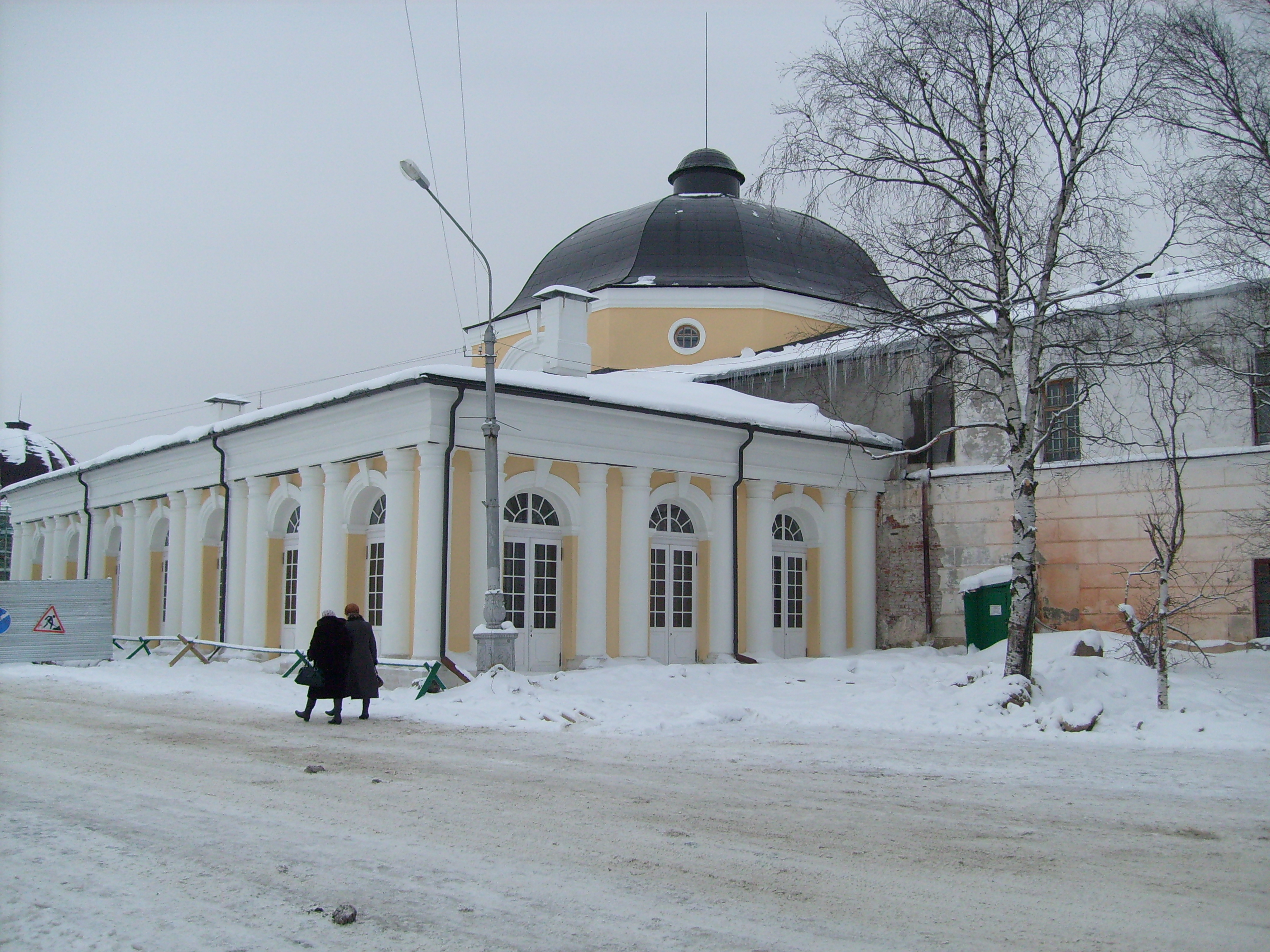
De Gostiny Dvor in Archangelsk

De Grote Gostiny Dvor van Sint-Petersburg is het oudste en grootste winkelcentrum van de stad en tevens een van de eerste warenhuizen ter wereld. Het overdekte complex, dat is gelegen op de kruising van de Nevski Prospekt en de Sadovajastraat en zich uitspreidt over de lengte van een kilometer, heeft een oppervlakte van 53.000 m² en meer dan 100 winkels. De bouw startte in 1757 en duurde 28 jaar. Een rijkelijk versierd ontwerp van Bartolomeo Rastrelli werd afgewezen in ruil voor een goedkoper en functioneler neoclassicistisch ontwerp, dat werd aangedragen door Jean-Baptiste Vallin de la Mothe.
Gedurende de daaropvolgende eeuw werd de Gostiny Dvor continu aangepast, wat uiteindelijk resulteerde in 10 overdekte straten en 178 winkels tegen het begin van de 20e eeuw. Tegen die tijd had de Gostiny Dvor echter ingebonden aan populariteit ten opzichte van de meer modebewuste Passazj en Nieuwe Passazj, op het nabijgelegen Nevski Prospekt. Bij de herstructureringen na de Tweede Wereldoorlog werden de binnenmuren neergehaald, waardoor een enorm winkelcentrum werd verkregen. Het enorme 18e-eeuwse gebouw kreeg kort geleden nog een facelift, waardoor het nu een van de meest trendy winkelcentra van Oost-Europa is. Het nabijgelegen station van de Metro van Sint-Petersburg is vernoemd naar de Gostiny Dvor.

## Kostroma
Een gebouw met arcades in Kostroma wordt vaak genoemd als een van de best bewaarde provinciale gasthoven.

## Archangelsk
De Gostiny Dvor in Archangelsk is de oudste bewaard gebleven Gostiny Dvor van Rusland. Het gebouw stamt echter uit de 17e eeuw, waarvan een aantal torens en andere fortificaties typisch zijn voor middeleeuwse Russische markten.